# Dreistreifen-Regenbogenfisch
Der Dreistreifen-Regenbogenfisch (Melanotaenia trifasciata (Latein: trifasciata – mit drei Streifen)), auch Gebänderter Regenbogenfisch genannt, ist eine Süßwasserfischart aus der Familie der Regenbogenfische (Melanotaeniidae). Sie ist in Bächen und Flüssen in Arnhemland im Norden des australischen Northern Territory und auf der Kap-York-Halbinsel im nördlichen Queensland heimisch.

## Merkmale
Der Dreistreifen-Regenbogenfisch hat einen relativ hochrückigen Körper, ist seitlich stark abgeflacht und wird für gewöhnlich 12 bis 13 cm lang. Farblich ist die Art sehr variabel. Je nach Herkunft kann der Rücken stahlblau oder dunkelblau, die Seiten gelblich, grüngelb, bläulich, grünbraun oder olivbraun und die Flossen tiefrot, rötlich oder bräunlich sein. Die zweite Rückenflosse und die Afterflosse sind schwarz gesäumt, bei der ersten Rückenflosse und den Bauchflossen ist der vordere Rand schwarz. Der Bauch ist silbrig-weißlich. Immer ist ein dunkelbraunes oder schwärzliches, oben und unten hell eingefasstes Mittelband deutlich sichtbar. Es reicht vom hinteren Rand des Auges bis zur Schwanzflossenbasis. Die Alttiere haben dunkle Schuppenränder. Weibchen sind weniger farbenprächtig. Männchen zeigen während der Balz einen leuchtenden Streifen auf der Stirn.
- Flossenformel: Dorsale 1 IV-VI, Dorsale 2 I/12–16, Anale I/18–23, Pectorale 14–17.
- Schuppenformel: mLR 33, QR 11–12.

## Lebensraum
Der Dreistreifen-Regenbogenfisch lebt sowohl in klaren, oft schnell fließenden Flüssen und Bächen als auch in verschlammten Wasserlöchern. Die Temperatur in seinen Wohngewässern liegt zwischen 22 und 30 °C, der pH-Wert zwischen 5,2 und 7,0.